# أليس إنجليرت
أليس إنجليرت (بالإنجليزية: Alice Englert)‏ (ولدت 15 يونيو، 1994) هي ممثلة أسترالية معروفة بدور «روزا» في فيلم «جينجر وروزا»، وبدور «لينا دوكين» في فيلم الخيال والرومانسية «مخلوقات جميلة».
ولدت في نيوزيلندا للمخرجة الأسترالية جين كامبيون وصانع الأفلام الأسترالي كولن ديفيد إنجليرت. نشأت في سيدني وأماكن أخرى عملت فيها والدتها. هي أرتادت مدارس في نيويورك سيتي ولندن ونيوزيلندا وروما وأستراليا. تطلق والدها عندما كانت في السابعة وظهرت لأول مرة في فيلم Listen عند عمر الثامنة. في عمر الثانية عشر تركت الثانوية لتصبح ممثلة.

## أعمالها
| سنة  | عنوان               | دور        | ملاحظات        |
| ---- | ------------------- | ---------- | -------------- |
| 2006 | The Water Diary     | زيغي       | فيلم قصير      |
| 2008 | Flame of the West   | كيسي       | فيلم قصير      |
| 2008 | 8                   | زيغي       |                |
| 2012 | جينجر وروزا         | روزا       |                |
| 2013 | In Fear             | لوسي       |                |
| 2013 | Beautiful Creatures | لينا دوكين |                |
| 2013 | Singularity         | دولي       | ما بعد الإنتاج |

## وصلات خارجية
- أليس إنجليرت على موقع IMDb (الإنجليزية)
- أليس إنجليرت على موقع ألو سيني (الفرنسية)
- أليس إنجليرت على موقع أول موفي (الإنجليزية)
- أليس إنجليرت على موقع قاعدة بيانات الأفلام السويدية (السويدية)
- أليس إنجليرت على موقع قاعدة بيانات الفيلم (الإنجليزية)
- أليس إنجليرت على موقع كينوبويسك (الروسية)